# Satz von Dini
In der Mathematik besagt der (nach Ulisse Dini benannte) Satz von Dini, dass eine monotone Folge reellwertiger stetiger Funktionen mit stetiger Grenzfunktion auf Kompakta gleichmäßig konvergiert.

## Aussage
Sind {\displaystyle X} ein kompakter topologischer Raum, 
{\displaystyle (f_{i}\colon X\rightarrow \mathbb {R} )_{i\in \mathbb {N} }}
eine Folge reellwertiger, stetiger Funktionen mit 
{\displaystyle f_{i}(x)\leq f_{i+1}(x)}
für alle natürlichen Zahlen {\displaystyle i} und alle {\displaystyle x\in X} und existiert eine stetige Grenzfunktion {\displaystyle f}, das heißt
{\displaystyle \lim _{i\to \infty }f_{i}(x)=f(x)}
für alle  {\displaystyle x\in X}, so konvergiert die Folge bereits gleichmäßig gegen {\displaystyle f}, das heißt
{\displaystyle \lim _{i\to \infty }\sup _{x\in X}|f_{i}(x)-f(x)|=0.}

## Beweis
Für ein vorgegebenes {\displaystyle \varepsilon >0} setze 
{\displaystyle E_{i}:=\{x\in X\mid f(x)-f_{i}(x)<\varepsilon \}}.
Da die Folge der {\displaystyle f_{i}} punktweise gegen {\displaystyle f} konvergiert, bilden die {\displaystyle E_{i}} eine Überdeckung von {\displaystyle X}, die wegen der vorausgesetzten Stetigkeit offen ist. Die Überdeckung {\displaystyle (E_{i})_{i}} ist monoton wachsend, da die Funktionenfolge diese Eigenschaft hat. Weil {\displaystyle X} kompakt ist, wird {\displaystyle X} bereits von endlich vielen der {\displaystyle E_{i}} überdeckt. Ist {\displaystyle N} der größte Index dieser endlich vielen Überdeckungsmengen, so gilt {\displaystyle E_{i}=X} für alle größeren Indizes {\displaystyle i}. Also ist 
{\displaystyle |f(x)-f_{i}(x)|=f(x)-f_{i}(x)<\varepsilon \,} für alle {\displaystyle x\in X} und {\displaystyle i>N\,},
woraus die Behauptung folgt.

## Bemerkung
Der Satz von Dini gilt auch für monoton fallende Folgen, wie man entweder durch einen entsprechend angepassten Beweis oder durch Übergang zur Folge {\displaystyle (-f_{i})_{i\in \mathbb {N} }} sieht.
Auf die Voraussetzung, dass die Grenzfunktion wieder stetig ist, kann nicht verzichtet werden, wie man an dem Beispiel 
{\displaystyle f_{i}(x)=1-x^{i}} auf {\displaystyle X=[0,1]} einfach sehen kann.